# Reggada
Reggada (franska: Reggada (CR), Reggada (Commune Rurale), arabiska: ويجان) är en kommun i Marocko.   Den ligger i provinsen Tiznit och regionen Souss-Massa, i den centrala delen av landet, 600 km sydväst om huvudstaden Rabat. Antalet invånare är 13 726.